# 김천 봉곡사 대웅전 석조석가여래삼존상
김천 봉곡사 대웅전 석조석가여래삼존상(金泉 鳳谷寺 大雄殿 石造釋迦如來三尊像)은 대한민국 경상북도 김천시 대덕면 조룡리, 봉곡사 대웅전에 있는 조선시대의 불상이다. 2008년 4월 28일 경상북도의 유형문화재 제404호로 지정되었다.

## 문화재 지정사유
이 불상은 중앙의 본존불좌상과 좌우 협시보살좌상으로 이루어진 석조삼존불좌상으로, 불석(佛石)에 도금(鍍金)이 된 상태이다. 삼존상의 손모양은 유사한데, 오른손은 촉지인과 유사하고 손바닥을 위로 향한 왼손은 엄지와 중지를 맞대고 있다. 본존불은 불신(佛身)에 비해 좁은 어깨에 머리가 크고 목이 짧아 움츠린 듯한 자세이며 신체의 굴곡이 나타나지 않은 두꺼운 옷을 걸치고 있다. 『봉곡사 중수사적』(鳳谷寺 重修事蹟)과 본존불의 복장(腹藏)에서 나온『불상조성도금사적기』(佛像造成塗金事蹟記)에 의하면 그 조성연대가 1670년으로 적혀 있는데, 17세기 중․후반 경의 불상은 거의 목조상(木造像)이며 석조상(石造像)은 매우 희귀한 편이다. 이 삼존상은 연대가 올라가는 불상(佛像)으로 불석제 불상연구에 기준작이 되는 중요한 자료이므로 불상(3軀) 및 복장물(1冊)을 일괄(一括)하여 유형문화재(有形文化財)로 지정한다.

## 갤러리

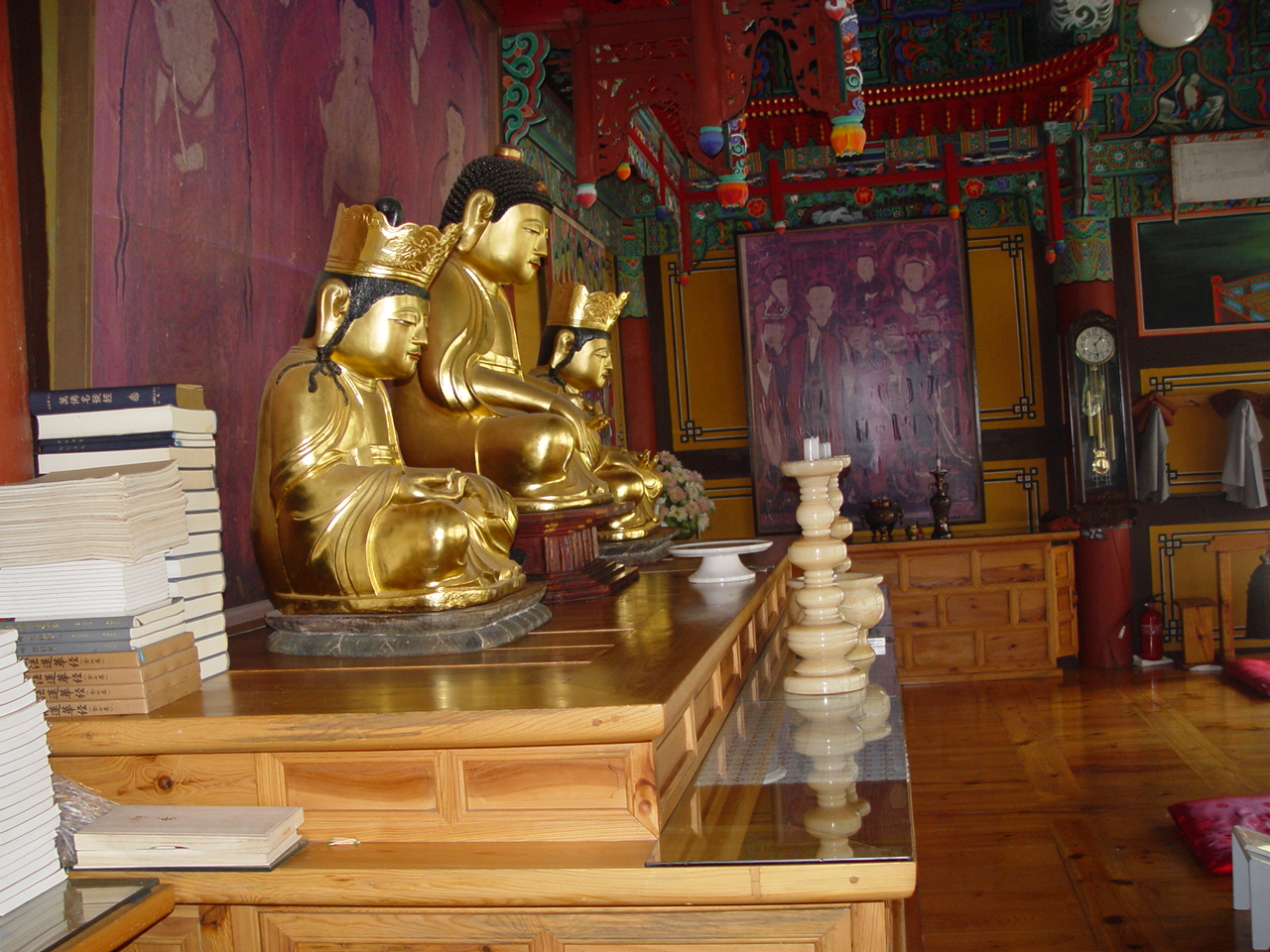
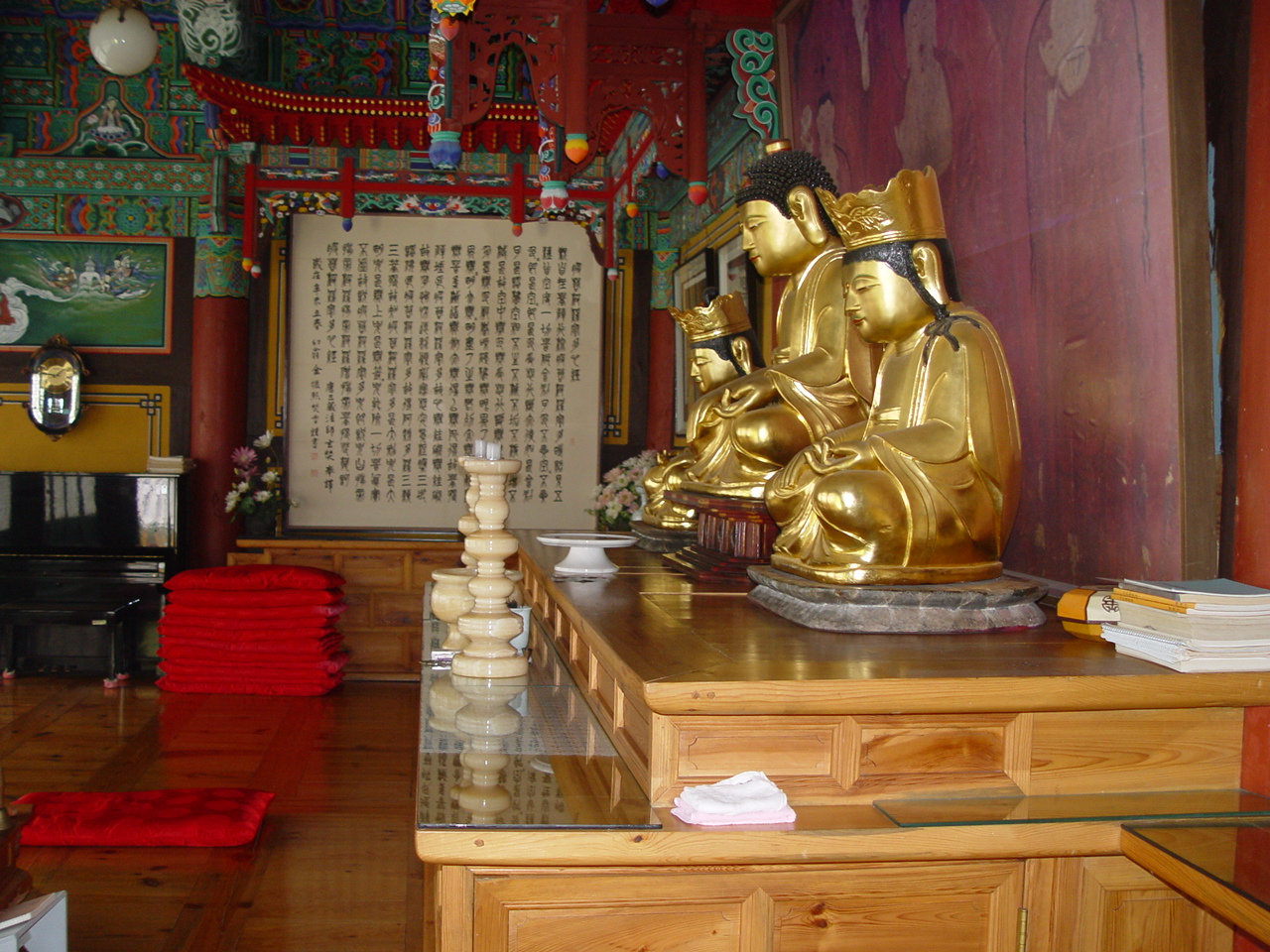

## 같이 보기
- 봉곡사

## 참고 자료
- 김천 봉곡사 대웅전 석조석가여래삼존상 - 국가유산청 국가유산포털